# Jinju

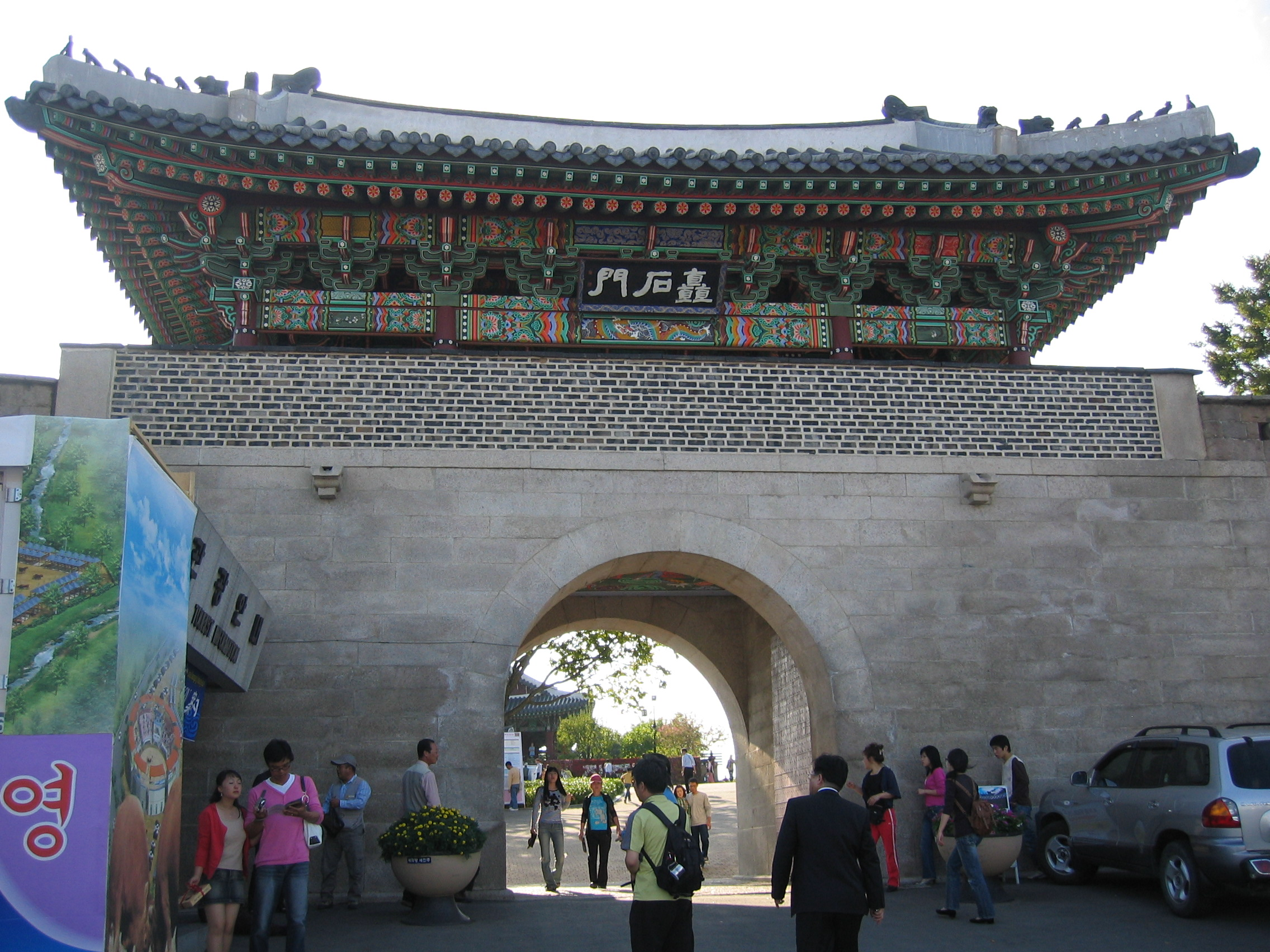
Fort

Jinju is een stad in de Zuid-Koreaanse provincie Gyeongsangnam-do. De stad telt 337.000 inwoners en ligt in het zuiden van het land.

## Bestuurlijke indeling
- Munsan-eup (문산읍)
- Naedong-myeon (내동면)
- Jeongchon-myeong (정촌면)
- Geumgok-myeong (금곡면)
- Jinseong-myeong (진성면)
- Ilbanseong-myeong (일반성면)
- Ibanseong-myeong (이반성면)
- Sabong-myeong (사봉면)
- Jisu-myeong (지수면)
- Daegok-myeong (대곡면)
- Geumsan-myeong (금산면)
- Jibhyeon-myeong (집현면)
- Micheon-myeong (미천면)
- Myeongseok-myeong (명석면)
- Daepyeong-myeong (대평면)
- Sugok-myeong (수곡면)
- Manggyeong-dong (망경동)
- Gangnam-dong (강남동)
- Chiram-dong (칠암동)
- Seongji-dong (성지동)
- Jungan-dong (중앙동)
- Bongan-dong (봉안동)
- Sangbongdong-dong (상봉동동)
- Sangbongseo-dong (상봉서동)
- Bongsu-dong (봉수동)
- Okbong-dong (옥봉동)
- Sangdae 1-dong (상대1동)
- Sangdae 2-dong (상대2동)
- Hadae 1-dong (하대1동)
- Hadae 2-dong (하대2동)
- Sangpyeong-dong (상평동)
- Chojang-dong (초장동)
- Pyeonggeo-dong (평거동)
- Sinan-dong (신안동)
- Ihyeon-dong (이현동)
- Panmun-dong (판문동)
- Gaho-dong (가호동)

## Stedenbanden
- Eugene, Verenigde Staten (sinds 1961)
- Kitami, Japan (sinds 1985)
- Winnipeg, Canada (sinds 1992)
- Suncheon, Zuid-Korea (sinds 1998)
- Kyoto, Japan (sinds 1999)
- Matsue, Japan (sinds 1999)
- Zhengzhou, China (sinds 2000)
- Asan, Zuid-Korea (sinds 2004)
- Andong, Zuid-Korea (sinds 2004)
- Gangnam-gu, Zuid-Korea (sinds 2005)
- Omsk, Rusland (sinds 2007)